# Réseau Nemrod
Pour les articles homonymes, voir Nimrod (homonymie).

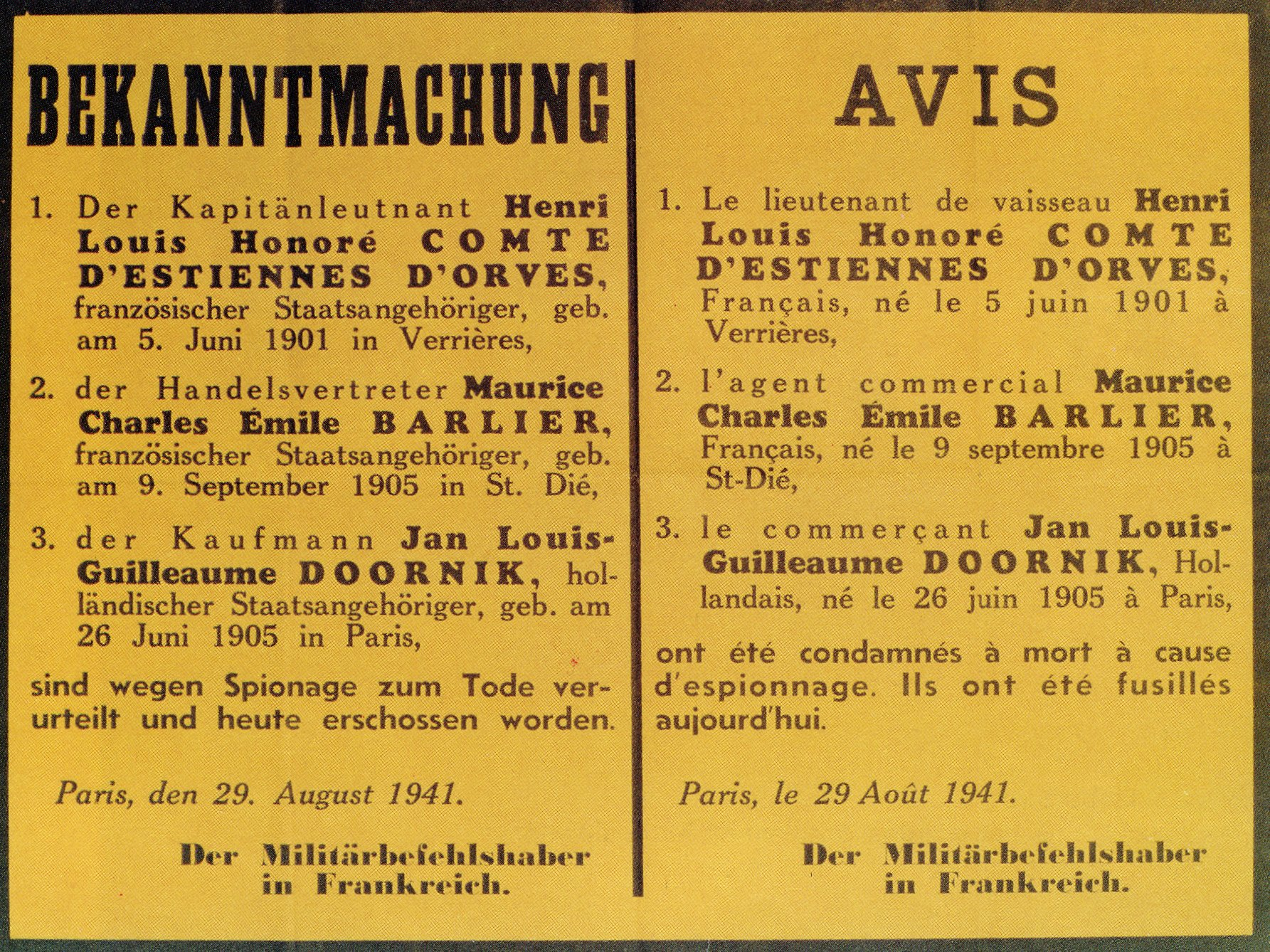
Avis de l'exécution de Honoré d'Estienne d'Orves, Maurice Barlier et Jan Doornik.

Nemrod est un des premiers réseaux de la résistance française. Ce réseau est mis en place par le lieutenant Honoré d’Estienne d’Orves et commence ses activités à partir d'octobre 1940. Il sera démantelé le 22 janvier 1941 après l’arrestation des principaux agents dont Honoré d’Estienne d’Orves qui sera fusillé. La mission initiale du réseau était de renseigner la F.L (France Libre) sur l’armée d’occupation et sur la situation économique et politique du pays. Le réseau s'efforcera durant ses quelques mois d’activités d’enquêter sur les occupants ennemis.

## Les origines et la fin du réseau

### Les prémices du réseau
D'Estienne d'Orves est un des premiers résistants à prendre contact avec le général de Gaulle. C’est pourquoi il rejoint Londres en septembre 1940. Il est donc chargé par le général de monter le réseau Nemrod tout en gardant contact avec Londres. Il est débarqué sur les côtes bretonnes fin décembre 1940 (probablement entre le 22 et le 24). Les liaisons avec Londres se font alors soit par transmission radio (5 par semaine) ou alors avec des lettres qui sont acheminées sans parachutage vers la Grande Bretagne.

### Le démantèlement du réseau
En janvier 1941, D’Estienne d’Orves et les membres du réseau sont dénoncés aux Allemands par le radio Alfred Gaessler, qui est en réalité un agent du contre-espionnage allemand. Le 13 mai 1941 s'ouvre le procès du réseau Nemrod devant la Cour martiale allemande de Paris. D'Estienne d'Orves, prenant sur lui l'entière responsabilité des faits, cherche à disculper ses compagnons. Après plusieurs jours de débats, Honoré d'Estienne d'Orves, accusé d'espionnage, est condamné à mort ainsi que Maurice Barlier, Yan Doornick et les Clément. Transféré à la prison de Fresnes, à la suite des attentats communistes de l'été 1941, et en dépit des démarches entreprises à Berlin pour obtenir une grâce, les condamnés sont exécutés au Mont-Valérien le 29 août 1941, à l'aube. Au lendemain de l'exécution, l'affiche allemande apposée sur les murs de Paris faisant état de la condamnation de d'Estienne d'Orves côtoie celle annonçant l'exécution de cinq communistes. Quelques-unes de ces affiches sont fleuries, et l'hommage ainsi rendu inspirera à Louis Aragon son célèbre poème La Rose et le Réséda, dédié aussi à Gabriel Péri et à Guy Môquet. Nommé Compagnon de la Libération, Honoré d'Estienne d'Orves est inhumé à Verrières. Les participants au réseau seront récompensés à la fin de la guerre par le ministère de la Marine.

## Les actions réalisées
La France Libre ordonne d'enquêter au plus près sur de nombreux sites allemands. C’est ainsi que les résistants doivent enquêter sur les terrains d’aviation, les QG allemands aux alentours, le résultat des bombardements, les dépôts d’essence, les sites de constructions navals (et la marine allemande en général), les déplacements des troupes ou encore le nom des généraux dans la région. D’autres actions sont aussi menées par Barlier à Quiberon, Bordeaux et dans la France libre de Vichy.

## Le financement du groupe d'Estienne d'Orves
Le réseau est financé en grande majorité par Londres. Les fonds sont apportés par le commandant d’Orves lors de son arrivée en France fin 1940. Le commandant  débarque donc avec un total de 50 000 francs qui serviront notamment à payer les frais divers et les déplacements.